# Port lotniczy Ingolstadt-Manching
Port lotniczy Ingolstadt-Manching (IATA: IGS, ICAO: ETSI) – wojskowy port lotniczy z częścią przeznaczoną dla lotnictwa cywilnego, która od 15 kwietnia 2015 jest oficjalnym przejściem granicznym.
Położony jest w gminie Manching, 8 km na południowy wschód od Ingolstadt, w kraju związkowym Bawaria, w Niemczech.